# Ultravox
Az Ultravox angol újhullámos/pop/rock együttes. 1973-ban alakultak Londonban, "Tiger Lily" néven. Ezt az elnevezést 1975-ig használták, 1975-től 1976-ig több elnevezést is használtak (The Zips, Fire of London, London Soundtrack, The Damned). Utolsó nevet kénytelenek voltak megváltoztatni, mivel egy brit punkegyüttes már ezt az elnevezést használta. Így 1976-ban felvették az Ultravox nevet. Első két nagylemezükön még "Ultravox!" volt a nevük, és post-punkot játszottak. A "Systems of Romance" albumukkal kezdve elhagyták a felkiáltójelet a névből és a new wave/pop/rock stílusokra váltottak. Első nagylemezük 1977-ben jelent meg. 2017-ben feloszlottak.

## Tagok
- Billy Currie – billentyűsök, hegedű, brácsa, szintetizátor
- Chris Cross – basszusgitár, szintetizátor, vokál
- Warren Cann – dob, ütős hangszerek, vokál
- Midge Ure – gitár, ének, szintetizátor

## Diszkográfia
- Ultravox! (1977)
- Ha!-Ha!-Ha! (1977)
- Systems of Romance (1978)
- Vienna (1980)
- Rage in Eden (1981)
- Quartet (1982)
- Lament (1984)
- U-Vox (1986)
- Revelation (1993)
- Ingenuity (1994)
- Brill!ant (2012)